# Liglet
Liglet là một xã, tọa lạc ở tỉnh Vienne trong vùng Nouvelle-Aquitaine, Pháp. Xã này có diện tích 52,53 km², dân số năm 2006 là 304 người. Xã nằm ở khu vực có độ cao trung bình 160 m trên mực nước biển.